# Ulica Bronisława Czecha w Zakopanem
Ulica Bronisława Czecha – ulica w Zakopanem, położona w południowej części miasta. Wraz z ul. Droga na Bystre i Drogą Oswalda Balzera pełni funkcję arterii odgradzającej Zakopane od Tatr. Patronem ulicy jest Bronisław Czech – polski przedwojenny sportowiec.
Ulica rozpoczyna się na rondzie Jana Pawła II. Następnie biegnie w kierunku południowo-zachodnim wzdłuż regli Tatr. Droga kończy się na placu przed kompleksem skoczni.

## Historia
Ulica istniała już w średniowieczu jako część traktu góralskiego biegnącego dolnym reglem Tatr od Bystrego w stronę Kościeliska. Nazywana była Drogą pod Reglami lub Drogą Reglową. Miejskiego charakteru nabrała po wybudowaniu kompleksu skoczni narciarskich. W kolejnych latach wzdłuż ulicy powstały liczne karczmy i bary. W trakcie zawodów Pucharu Świata ulica jest wyłączana z ruchu.

## Otoczenie
Od południowej strony ulica sąsiaduje z reglem dolnym Tatr i kompleksem skoczni narciarskich, zaś od północnej strony z osiedlem Zwierzyniec. Z ulicy dobrze widoczny jest Nosal i Jastrzębia Turnia w masywie Krokwi.

## Ważne obiekty
- Centralny Ośrodek Sportu (nr 1)
- kompleks skoczni narciarskich
- korty tenisowe